# Saudi Arabia Snooker Masters
Das Saudi Arabia Snooker Masters ist ein Profi-Snookerturnier, das seit 2024 in Saudi-Arabien als Ranglistenturnier ausgetragen wird.

## Geschichte
Im März 2024 holte Saudi-Arabien erstmals ein Profiturnier ins Land. In Riad fand mit dem World Masters of Snooker ein Einladungsturnier für die Top 10 der Snookerweltrangliste statt. In der Saison darauf stieg das Königreich mit einem ganz großen Turnier in die World Snooker Tour ein. Das Land investierte mehr als 2 Millionen Pfund an Preisgeld und machte damit das Saudi Arabia Snooker Masters zum zweitgrößten Turnier der Tour nach der Weltmeisterschaft und damit auch zum zweitwichtigsten für die Weltrangliste, die sich nach gewonnenem Preisgeld berechnet. Der Vertrag für das Saudi Arabia Masters wurde für 10 Jahre abgeschlossen und die erste Austragung war im August und September 2024. Wie bei der WM und dem drittgrößten Turnier, der UK Championship, traten 144 Spieler an: Neben den Profis gab es Wildcards für 16 Amateurspieler, in diesem Fall aus dem arabischen Raum. Zusammen mit dem Masters wurden diese Turniere als „Major“-Turniere definiert. Für Spieler, die bei diesen vier Turnieren zusammengenommen zwei Maximum Breaks erzielen, wurde eine zusätzliche Saisonprämie von 147.000 Pfund ausgezahlt. Diese Regelung galt zuvor bereits für die anderen drei Turniere, die traditionelle „Triple Crown“.

## Sieger
| Jahr                         | Austragungsort               | Sieger                       | Ergebnis                     | Finalist                     | Saison                       |
| Saudi Arabia Snooker Masters | Saudi Arabia Snooker Masters | Saudi Arabia Snooker Masters | Saudi Arabia Snooker Masters | Saudi Arabia Snooker Masters | Saudi Arabia Snooker Masters |
| ---------------------------- | ---------------------------- | ---------------------------- | ---------------------------- | ---------------------------- | ---------------------------- |
| 2024                         | Riad – The Green Halls       | Judd Trump                   | 10:9                         | Mark Williams                | 2024/25                      |
| 2025                         | Dschidda – The Green Halls   | Neil Robertson               | 10:9                         | Ronnie O’Sullivan            | 2025/26                      |